# Karol Kisel
Karol Kisel (Košice, 15 de março de 1977) é um ex-futebolista profissional eslovaco que atuava como meia.

## Clubes
Em 17 anos como profissional, jogou por Lokomotíva Košice, Trenčín, Bohemians, Slovan Liberec, Sparta Praga, Sydney FC e Slavia Praga, onde encerrou a carreira em 2013.

## Carreira na seleção
Kisel representou a Seleção Eslovaca nas Olimpíadas de 2000. No time principal, foram 25 jogos e um gol marcado entre 2002 e 2009.